# Nilufar Yasmin (Leichtathletin)
Nilufar Yasmin (bengalisch নিলুফার ইয়াসমিন, * 1. Juli 1975) ist eine ehemalige bangladeschische Leichtathletin.
Yasmin trat bei den Olympischen Sommerspielen 1996 in Atlanta an. Im Weitsprung kam sie auf Platz 36.